# Tamarindo Beach Marathon
Tamarindo Beach Marathon es una de las competencias atléticas de fondo más importantes de Costa Rica, se realiza en uno de los sitios turísticos más importantes y bellos de este país. El evento es avalado por AIMS y por IAFF y cuenta con certificación de medida internacional.
La carrera se realiza en Tamarindo, Guanacaste. Situado en el pacífico norte costarricense, cuenta con una muy buena infraestrutura turística y hermosos paisajes de playa y montaña, y recorre las comunidades de Tamarindo, Villareal, Matapalo, Huacas y Brasilito.
Generalmente se realizan otras distancias junto al evento mayor, o sea la maratón de 42,195 m. Se realiza paralelamente distancias de media maratón, 5 km, 10 km y 30 km.
Tamarindo Beach Marathon es realizada por muchos atletas a nivel mundial entre los que figuran kenianos, estadounidenses, europeos y nacionales costarricenses.
Ubicación de Tamarindo en Costa Rica.

## 2012

### Maratón masculino
1. Paul Wissira
2. Bernard Songoka Kimkletich
3. Javier Montero Barrantes

### Maratón femenino
1. Luz Atay
2. Melissa Barboza Masís
3. Jacqueline González Álvarez

### Media maratón masculino
1. José Francisco Chávez González
2. Johnny Loría Solano
3. Javier Fernández Rojas

### Media maratón femenino
1. Jeimy Navarro Arias
2. Elizabeth Hernández Reyes
3. Jacqueline Chávez Orias

### Prueba de 30 km masculino
1. Jeremy Vargas Torres
2. Ronald Montero Rojas
3. Gabriel Araya Miranda

### Prueba de 30 km femenino
1. Adriana Bermúdez Murillo
2. Adriana Rosales Mairena
3. Gianina Álvarez Odio

### Prueba de 10 km masculino
1. Miguel Ángel Soto Serrano
2. Sebastián Castro Vives
3. Juan Bernardo Castro Corrales

### Prueba de 10 km femenino
1. Daniela Díaz
2. Candy Salazar Campos
3. Natalia Jiménez Miller

### Prueba de 5 km masculino
1. Germain Esquivel Hernández
2. Esteban Vega Leiva
3. Gabriel Garro Reinhard

### Prueba de 5 km femenino
1. Laura Zumbado Ramos
2. Gabriela Gómez Morera
3. Cristina Solano Naranjo

### Prueba en silla de ruedas/triciclo
1. Anthony Radetic
2. Luke Murphy
3. Laniel Carrero